# Cape Town Stadium
Cape Town Stadium (in afrikaans  Kaapstad-stadion) è un impianto sportivo polivalente sudafricano di Città del Capo. Nato nel 2009 come Green Point Stadium assunse il nome attuale dopo la disputa del Campionato mondiale di calcio 2010.
Dal 2015 è sede del South Africa Sevens torneo di rugby a 7 facente parte del circuito internazionale World Rugby Sevens Series. Nel 2022 ospiterà la Coppa del Mondo di rugby a 7.

## Ubicazione
Lo stadio è situato nel Green Point fra la Signal Hill e l'Oceano Atlantico, vicino al centro urbano di Città del Capo e al Victoria & Alfred Waterfront, famoso luogo turistico e sede di negozi. Lo stadio ha una capacità di 69.070 persone, è collegato al lungomare da una via chiamata Granger Bay Boulevard, ed è immerso nel verde, circondato da un parco della superficie di 60 ettari. Lo stadio è stato inaugurato il 14 dicembre 2009 e ha ospitato cinque incontri del primo turno, uno del secondo turno, un quarto di finale e una semifinale del Mondiale 2010.
Il costo dello stadio, che fu praticamente imposto dalla FIFA al comitato organizzatore al Sudafrica per avere Città del Capo tra le città ospiti, in quanto la scelta di Newlands fu bocciata, lievitò dagli originali 466 milioni di dollari preventivati nel 2006 a quasi 637 a consuntivo, con uno sbilancio di circa 170 milioni di dollari a carico della municipalità di Città del Capo.